# Mona Rudao

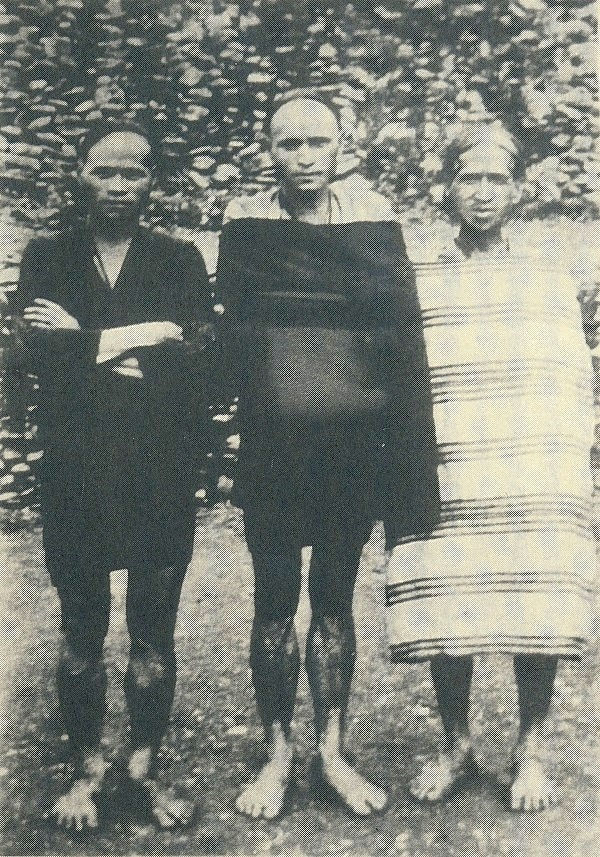
Mona Rudao (Mitte) und andere Sediq-Anführer

Mona Rudao (* 1882; † 1930), Sediq: Mona Rudaw, chinesisch 莫那·魯道, Pinyin Mònà Lǔdào, war ein Häuptling des taiwanischen Ureinwohnerstamms der Sediq (Seediq) und ihr Anführer während des Wushe-Zwischenfalls, eines Aufstands gegen die japanische Kolonialherrschaft im Jahr 1930.

## Leben
Mona Rudao war als Nachfolger seines Vaters Häuptling des Dorfes Mahebo im Gebiet Wushe (heute Ren’ai (Nantou)) in Zentraltaiwan zur Zeit der japanischen Herrschaft über Taiwan. Der Tradition seines Volkes entsprechend setzt sich sein Name aus dem eigenen Vornamen (Mona) und dem Namen seines Vaters (Rudao) zusammen. Während über den von ihm initiierten Aufstand viel geschrieben wurde, ist sein Leben nur wenig bekannt.
Zu Anfang ihrer Herrschaft über Taiwan war die Politik der Japaner den Ureinwohnern gegenüber milde. Es gab, auch mangels Kontakt, kaum Reibereien. Die Lage verschlechterte sich nach 1906 mit dem Amtsantritt Sakuma Samatas als Generalgouverneur Taiwans, der als Offizier während der japanischen Invasion Taiwans 1895 gegen Ureinwohner gekämpft hatte, ihnen misstrauisch gegenüberstand und einen strengeren Umgang mit ihnen befürwortete. Im Jahr 1911 besuchte Mona, der gut Japanisch sprach, als Mitglied einer Gruppe von Ureinwohnerführern Japan. Die von den Japanern organisierte Rundreise sollte die Teilnehmer beeindrucken und für Japan gewinnen. Monas Dorf, das zur Sediq-Untergruppe der Tgdaya gehörte, stand zu den Japanern in einem eher guten Verhältnis, unterstützte diese bei Konflikten mit anderen Stämmen und wurde von den Japanern zu den "freundlich gesinnten" bzw. kooperativen Ureinwohnern (japanisch: 味方蕃 mikataban) gezählt. Einer Überlieferung des Atayal-Stammes zufolge griff Mona noch im Jahr vor dem Wushe-Zwischenfall gemeinsam mit den Japanern ein Dorf der Atayal im heutigen Heping (Taichung) an und tötete Alte, Frauen und Kinder.

## Wushe-Zwischenfall
Als Auslöser für den Wushe-Zwischenfall werden verschiedene Gründe genannt. Es wird berichtet, dass unter den Sediq Unmut entstand, weil sich Fälle häuften, in denen mit Japanern verheiratete Frauen des Stammes, darunter Monas jüngere Schwester, von ihren Ehemännern verstoßen wurden. Einer weitverbreiteten Erzählung zufolge soll Monas Sohn Tado auf einer Hochzeitsfeier von einem japanischen Polizisten beleidigt und geschlagen worden sein, woraus eine Schlägerei entstanden sei, weshalb ihm die Todesstrafe gedroht und er daher seinen Vater zum Angriff auf die Japaner angetrieben habe. Auch wird angeführt, dass der Aufstand als Reaktion auf zunehmende Eingriffe der Kolonialherren in das Leben der Sediq, wie z. B. die Konfiszierung von Gewehren, zurückzuführen sei. Auch die forstwirtschaftliche Erschließung von Land, durch die das Jagdgebiet und heilige Orte der Sediq beeinträchtigt wurden, sowie die geringe bzw. ausbleibende Entlohnung der Sediq, die für die Japaner arbeiteten, trugen zur antijapanischen Stimmung bei.
Bei seinem Vorhaben wurde Mona von sechs Tgdaya-Dörfern unterstützt. Am 27. Oktober 1930 überfielen die Sediq, etwa 300 Krieger, die Siedlung Wushe, während in der dortigen Grundschule ein Sportfest veranstaltet wurde, und töteten alle Japaner, derer sie habhaft werden konnten, zumeist Zivilisten, Männer, Frauen und Kinder, von denen viele enthauptet wurden, insgesamt 134 Menschen. Hingegen wurden die han-taiwanischen Einwohner mit Ausnahme zweier versehentlich getöteter Frauen, die Kimonos trugen, verschont.
Der japanische Generalgouverneur Ishizuka Eizō reagierte schnell und sandte Truppen. Wenige Tage nach Ausbruch der Rebellion hatte die Armee alle aufständischen Dörfer unter Kontrolle, doch die Sediq zogen sich ins unwegsame Gebirge zurück, wo sie ihren Widerstand wie in einem Guerillakrieg fortsetzten. Manchen Berichten zufolge setzten die Japaner auch Giftgas ein. Die Japaner wurden durch mit Mona verfeindete Sediq der Gruppen Toda und Truku unterstützt. Nachdem die Lage aussichtslos wurde, nahmen sich viele Sediq, darunter auch Frauen und Kinder, das Leben durch Erhängen. Mona befahl auch seiner Frau und seinen Enkeln, sich zu erhängen, flüchtete in die Berge und erschoss sich in einer Höhle mit einer Pistole. Von den 1236 Menschen der sechs Dörfer, die an dem Aufstand beteiligt waren, kamen 644 um, davon 290 durch Selbstmord, unter ihnen auch Monas Sohn Tado. Der Aufstand wurde am 8. Dezember für beendet erklärt.

## Posthum

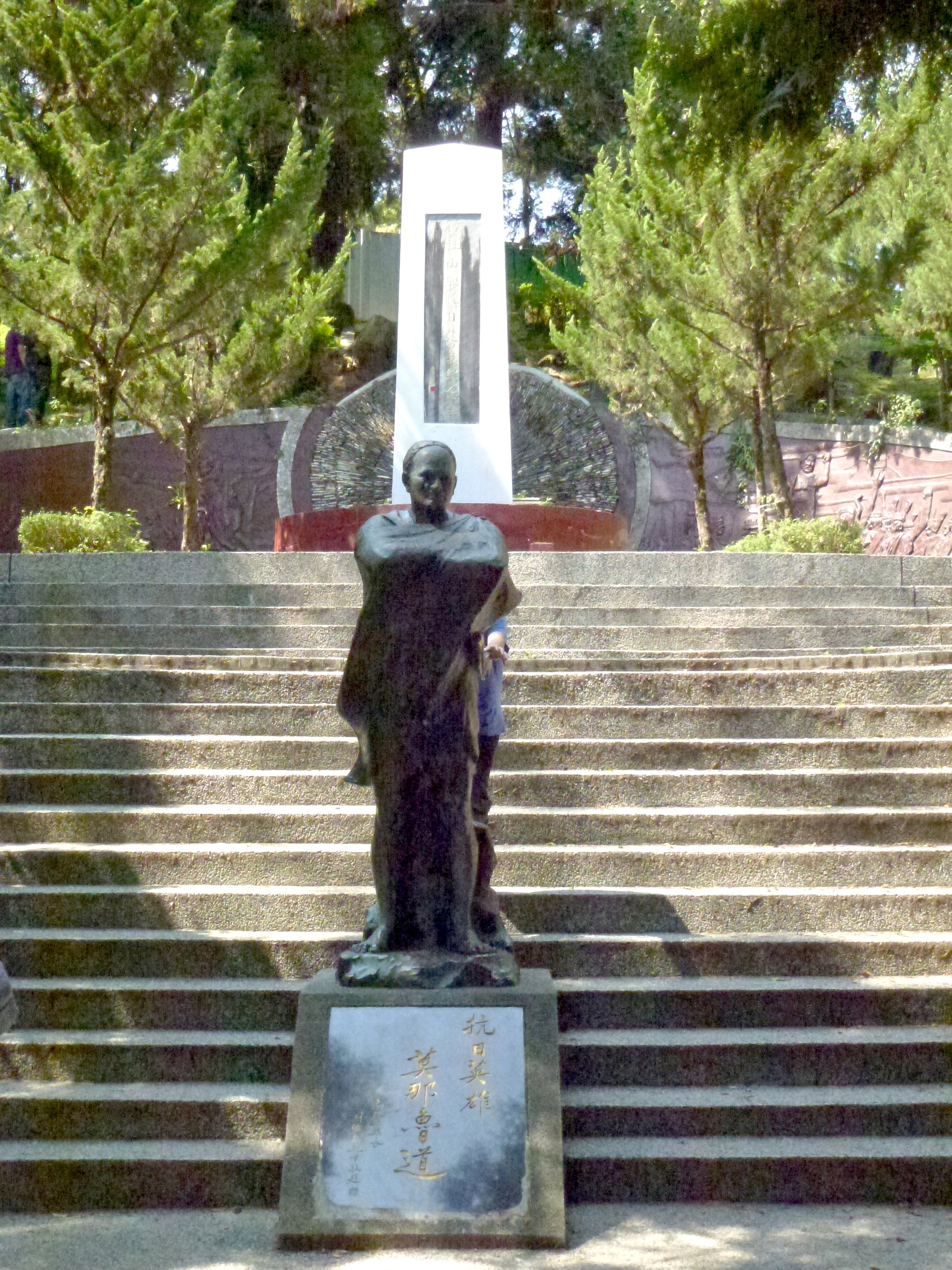
Statue Monas im Wushe-Zwischenfall-Gedenkpark.

Monas Überreste wurden erst drei Jahre später gefunden und von Stammesangehörigen anhand von Bekleidung, Schmuck und Waffen identifiziert. Das Skelett wurde dem Institut für Anthropologie der Kaiserlichen Universität Taihoku (heute Nationaluniversität Taiwan) als Präparat übergeben und zuweilen öffentlich ausgestellt. Im Lauf der Zeit und nach dem Ende der japanischen Herrschaft gerieten Monas Gebeine in Vergessenheit.
1969 würdigte die Kuomintang-Regierung Taiwans Mona als antijapanischen Märtyrer, indem sie ihm eine Gedenktafel im neu errichteten Nationalen Revolutionären Märtyrerschrein in Taipeh widmete. Ein Jahr später veröffentlichte das Innenministerium eine offizielle Lobadresse (褒揚令 bāoyáng lìng) für ihn. Anthropologen der Nationaluniversität Taiwan, wo sich Monas Gebeine noch immer befanden, schlugen der Regierung vor, ihm ein würdiges Begräbnis zu verschaffen. Die Regierung willigte ein und ließ Mona Rudao am 27. Oktober 1973, dem dreiundvierzigsten Jahrestag des Wushe-Zwischenfalls, im Beisein von Hsieh Tung-min, dem Gouverneur der Provinz Taiwan, in einem Grab im Wushe-Zwischenfall-Gedenkpark in Ren’ai, seiner Heimat, beisetzen.
Auch nach der Demokratisierung Taiwans seit den 1980er Jahren gilt Mona als taiwanische Symbolfigur und spielt eine wichtige Rolle für die kulturelle Identität der Sediq und anderer taiwanischer Ureinwohner. Sein Porträt befindet sich auf den (allerdings nur in geringer Stückzahl geprägten) 20-Dollar-Münzen des Neuen Taiwan-Dollar. Seine Figur hat durch Veröffentlichungen wie Romane, Manga, die Fernsehserie Dana Sakura (chinesisch 風中緋櫻, Pinyin Fēng zhōng fēi yīng, 2003) und die Spielfilme Grüne Berge, Heldenblut (chinesisch 青山碧血, Pinyin Qīngshān bìxiě, 1957) und Warriors of the Rainbow: Seediq Bale (2011) Eingang in die taiwanische Populärkultur gefunden.